# Earnest Byner
Earnest Alexander Byner (Milledgeville, 6 novembre 1960) è un ex giocatore di football americano e allenatore di football americano statunitense che ha militato nel ruolo di running back nella National Football League (NFL).

## Carriera
Byner fu scelto nel corso del decimo giro (280º assoluto) del Draft NFL 1984 dai Cleveland Browns. Giocò per i Browns (1984–1988; 1994–1995), I Washington Redskins (1989–1993) e i Baltimore Ravens (1996–1997). Al momento del ritiro era al sedicesimo posto di tutti i tempi con 8.261 yard corse in carriera.
Un running back produttivo e affidabile, poteva correre, bloccare e ricevere il pallone fuori dal backfield, divenendo un giocatore popolare a Cleveland. In coppia con il corridore di potenza Kevin Mack, i due guadagnarono oltre 1.000 yard nella stagione 1985. Byner contribuì a fare raggiungere ai Browns la finale della AFC nel 1986 e 1987, affrontando in entrambi i casi i Denver Broncos.
Nella finale della AFC del 1987 fu fondamentale nella rimonta dei Browns, in svantaggio per 21-3, riportandoli in partita. Con il punteggio sul 31 pari nel quarto periodo, i Broncos segnarono il touchdown del vantaggio per 38-31 a sei minuti dal termine. Nel drive successivo, Cleveland fece correre il pallone fino alla linea delle 8 yard di Denver con un minuto al termine della gara. Nella giocata successiva, Byner prese il pallone da Bernie Kosar e sembrò destinato a segnare il touchdown del pareggio quando il defensive back avversario Jeremiah Castille riuscì a strappargli il pallone. Quella giocata, ora nota semplicemente come The Fumble, divenne quella per cui Byner viene ricordato. Quell'azione sfortunata oscurò una prova che fu altresì di alto livello, con 67 yard corse, 120 yard ricevute e 2 marcature. 
Byner giocò un'altra stagione con Cleveland, prima di venire scambiato con i Washington Redskins per il running back Mike Oliphant prima dell'inizio della stagione 1989. Nel Super Bowl XXVI, nel 1992, ricevette un passaggio da touchdown nel secondo quarto nella vittoria dei Redskins che gli diede quel titolo che non era riuscito a conquistare con i Browns.
Byner fu convocato per il Pro Bowl nel 1990, quando si classificò quarto nella NFL con 1.291 yard corse, e nel 1991, quando fu quinto nella lega con 1.048 yard corse.

## Palmarès

### Franchigia
- Super Bowl : 1

Washington Redskins: XXVI
- National Football Conference Championship: 1

Washington Redskins: 1991

### Individuale
- Convocazioni al Pro Bowl: 2

1990, 1991
- Second-team All-Pro: 1

1991
- Baltimore Ravens Ring of Honor
- Cleveland Browns Legends
- 90 Greatest Redskins